# 100 km de Vendée
Le 100 km de Vendée, appelé également 100 km de Chavagnes-en-Paillers, est une épreuve de course à pied sur route appartenant à la famille de l'ultrafond.

## Histoire
La course a lieu à Chavagnes-en-Paillers sur six tours (quatre tours jusqu'en 2010), le samedi suivant le jeudi de l'Ascension, depuis 1988. C'est la 30e édition en 2017 qui accueille plus de 200 concurrents – comme en 2016 – dont le champion de France 2016, David Duquesnoy. En 2018, l'organisation renonce à organiser la course faute de moyens suffisants,. Elle a réuni à ce jour 10 000 participants.
Les championnats du monde des 100 km IAU ont lieu à Chavagnes-en-Paillers en 1999, les championnats d'Europe IAU en 1995 et les championnats de France en 1993, 2003, 2007, 2010 et 2015.

## Records
Les records de l'épreuve sont détenus par le britannique Simon Pride en 6 h 24 min 5 s aux championnats du monde en 1999 et la slovaque Anna Balosakova en 7 h 33 min 2 s aux mêmes championnats du monde.

## Palmarès
Statistiques des 100 km de Vendée d'après la Deutsche Ultramarathon-Vereinigung (DUV) :
À noter qu'il n'y a pas eu de course en 1994 et 1997, et qu'en 2010 a été également organisé un « open race » qui ne figure pas dans le tableau.
| Année | Homme                 | Temps           | Femme                  | Temps            | Championnat |
| ----- | --------------------- | --------------- | ---------------------- | ---------------- | ----------- |
| 2017  | David Duquesnoy       | 7 h 24 min 50 s | Flore Martinuzzi       | 8 h 10 min 5 s   |             |
| 2016  | Jérôme Andrieu        | 6 h 53 min 52 s | Christelle Bourreau    | 8 h 50 min 4 s   |             |
| 2015  | Jérôme Bellanca       | 6 h 43 min 45 s | Caroline Dubois        | 7 h 58 min 22 s  | France      |
| 2014  | Régis Raymond         | 7 h 12 min 58 s | Gwenaëlle Guillou      | 8 h 18 min 2 s   |             |
| 2013  | Lionel Ozanne         | 7 h 18 min 9 s  | Christine Denis-Billet | 8 h 37 min 35 s  |             |
| 2012  | Nizar Sghaier         | 7 h 29 min 13 s | Valérie Erceau         | 9 h 0 min 21 s   |             |
| 2011  | Mickaël Jeanne        | 7 h 36 min 24 s | Anne-Cécile Fontaine   | 8 h 25 min 49 s  |             |
| 2010  | Régis Raymond         | 6 h 49 min 22 s | Magali Reymonenq       | 8 h 21 min 13 s  | France      |
| 2009  | Régis Raymond         | 7 h 3 min 39 s  | Alexandra Rousset      | 9 h 22 min 5 s   |             |
| 2008  | Eric Legat            | 7 h 12 min 25 s | Cécile Moynot-Mantel   | 8 h 10 min 49 s  |             |
| 2007  | Bernard Bretaud       | 6 h 53 min 2 s  | Karine Herry           | 8 h 10 min 0 s   | France      |
| 2006  | Jacques Hinet         | 7 h 22 min 46 s | Lucy Carr              | 8 h 40 min 34 s  |             |
| 2005  | Jacques Hinet         | 7 h 26 min 57 s | Béatrice Landel        | 8 h 43 min 19 s  |             |
| 2004  | Bernard Bretaud       | 6 h 55 min 9 s  | Lucy Carr              | 9 h 13 min 44 s  |             |
| 2003  | Mohamed Magroun       | 7 h 12 min 40 s | Karine Herry           | 8 h 11 min 24 s  | France      |
| 2002  | Jérôme Gaubert        | 6 h 56 min 31 s | Patricia Taillebresse  | 8 h 34 min 41 s  |             |
| 2001  | Jean-Marie Gehin      | 6 h 37 min 40 s | Magali Maggiolini      | 7 h 49 min 18 s  |             |
| 2000  | Bernard Bretaud       | 7 h 3 min 7 s   | Sylvie Beaulieu        | 8 h 15 min 50 s  | France      |
| 1999  | Simon Pride           | 6 h 24 min 5 s  | Anna Balosakova        | 7 h 33 min 2 s   | Monde       |
| 1998  | Mahrez Boudjema       | 6 h 54 min 53 s | Claudine Hervouet      | 9 h 39 min 39 s  |             |
| 1996  | Jean-Michel Pannetier | 7 h 19 min 18 s | Joëlle Semur           | 8 h 44 min 34 s  |             |
| 1995  | Jaroslaw Janicki      | 6 h 28 min 36 s | Isabelle Olive         | 7 h 43 min 14 s  | Europe      |
| 1993  | Roland Vuillemenot    | 6 h 30 min 35 s | Huguette Jouault       | 7 h 58 min 5 s   | France      |
| 1992  | Bernard Curton        | 7 h 1 min 10 s  | Dominique Briard       | 10 h 20 min 49 s |             |
| 1991  | Peter Polak           | 7 h 6 min 31 s  | Paulette Echevarne     | 9 h 39 min 32 s  |             |
| 1990  | Jean-Marc Bellocq     | 6 h 48 min 26 s | Marie Bertrand         | 9 h 34 min 26 s  | Europe      |
| 1989  | Jean-Luc Pannetier    | 6 h 57 min 59 s | Huguette Jouault       | 8 h 35 min 41 s  |             |